# Russell West Glacier
Russell West Glacier är en glaciär i Antarktis. Den ligger i Västantarktis. Argentina, Chile och Storbritannien gör anspråk på området. Russell West Glacier ligger 671 meter över havet.
Terrängen runt Russell West Glacier är varierad, och sluttar västerut. Trakten är obefolkad. Det finns inga samhällen i närheten.